# Lövbäckstjärnen, Gästrikland
Lövbäckstjärnen är en sjö i Gävle kommun i Gästrikland och ingår i Skärjån-Hamrångeåns kustomåde.